# میارا والش
میارا والش (انگلیسی: Maiara Walsh؛ زادهٔ ۱۸ فوریهٔ ۱۹۸۸) یک هنرپیشه اهل ایالات متحده آمریکا است. وی از سال ۲۰۰۵ میلادی تاکنون مشغول فعالیت بوده‌است.
از فیلم‌ها یا برنامه‌های تلویزیونی که وی در آن نقش داشته است می‌توان به دختران بدجنس ۲ اشاره کرد.